# Чемпионат Доминиканской Республики по волейболу среди женщин
Чемпионат Доминиканской Республики по волейболу среди женщин — ежегодное соревнование женских волейбольных команд Доминиканской Республики. Проводится с 1975 года.
Организатором является Высшая волейбольная лига (Liga Voleibol Superior — LVS) — структурное подразделение Пуэрто-риканской федерации волейбола.

## Формула соревнований
Чемпионат в Высшей лиге в 2022 году проводился в марте-апреле и состоял из двух этапов — предварительного и плей-офф. На предварительной стадии команды играли в три круга. По её итогам лучшая команда напрямую вышла в финал, а 2-я и 3-я в серии матчей до двух побед одного из соперников определили ещё одного финалиста. В финале команды играли до трёх побед одного из соперников.
За победу со счётом 3:0 команды получают по 5 очков, за победу 3:1 — 4, 3:2 — 3, за поражение 2:3 — 2, за поражение 1:3 — 1 очко, за поражение 0:3 очки не начисляются.
В чемпионате 2022 в Высшей лиге участвовали 4 команды: «Геррерас», «Карибеньяс», «Кристо Рей», «Мирадор»  (все — Санто-Доминго). Чемпионский титул выиграл «Геррерас», победивший в финальной серии команду «Карибеньяс». 3-е место занял «Кристо Рей».

## Чемпионы
| - 1975 «Мирадор» Санто-Доминго - 1976 «Мирадор» Санто-Доминго - 1977 «Мирадор» Санто-Доминго - 1978 «Мирадор» Санто-Доминго - 1979 чемпионат не проводился - 1980 «Мирадор» Санто-Доминго - 1981 «Мирадор» Санто-Доминго - 1982 «Мирадор» Санто-Доминго - 1983 «Мирадор» Санто-Доминго - 1984 «Депортиво Нако» Санто-Доминго - 1985 «Мирадор» Санто-Доминго - 1986 БАМЕСО Санто-Доминго - 1987 БАМЕСО Санто-Доминго - 1988 БАМЕСО Санто-Доминго - 1989 «Мирадор» Санто-Доминго - 1990 БАМЕСО Санто-Доминго - 1991 «Мирадор» Санто-Доминго - 1992 «Мирадор» Санто-Доминго - 1993 «Мирадор» Санто-Доминго - 1994 «Мирадор» Санто-Доминго - 1995 «Мирадор» Санто-Доминго - 1996 «Мирадор» Санто-Доминго - 1997 «Мирадор» Санто-Доминго - 1998 «Мирадор» Санто-Доминго - 1999 «Мирадор» Санто-Доминго | - 2000 «Лос-Прадос» Санто-Доминго - 2001 «Мирадор» Санто-Доминго - 2002 «Мирадор» Санто-Доминго - 2003 «Мирадор» Санто-Доминго - 2004 «Мирадор» Санто-Доминго - 2005 «Мирадор» Санто-Доминго - 2006 «Лос-Прадос» Санто-Доминго - 2007 «Дистрито Насьональ» Санто-Доминго - 2008 «Дистрито Насьональ» Санто-Доминго - 2009 чемпионат не проводился - 2010 «Ла-Романа» - 2011 чемпионат не проводился - 2012 чемпионат не проводился - 2013 чемпионат не проводился - 2014 чемпионат не проводился - 2015 чемпионат не проводился - 2016 чемпионат не проводился - 2017 чемпионат не проводился - 2018 «Карибеньяс» Санто-Доминго - 2019 «Мирадор» Санто-Доминго - 2020 чемпионат отменён - 2021 чемпионат не проводился - 2022 «Геррерас» Санто-Доминго - 2023 - 2024 «Калеро» Санто-Доминго-Эсте |